# Aminata Sow Fall
Aminata Sow Fall, född 1941 i Saint-Louis, är en senegalesisk författare. Hon tog sin examen vid Sorbonne 1967 i fransk litteratur. Sedan undervisade hon i franska i skolor i Dakar och Rufisque. 1979 anställdes hon i kulturdepartementet.
Hon debuterade med romanen "Le revenant" 1976. Hennes andra roman Tiggarnas strejk belönades med 1980 års Grand Prix Littéraire d'Afrique Noire. Romanen är en satir över muslimsk dogmatism, hyckleri och kvinnofientlighet.

## Verk översatt till svenska
- Tiggarnas strejk, 1991 (La grève des bàttu 1979)